# American History X
American History X es una película dramática estadounidense de 1998, dirigida por Tony Kaye (quien también fue el director de fotografía) y protagonizada por Edward Norton y Edward Furlong en los papeles principales. El filme cuenta una historia relacionada con los valores, centrada en diversos problemas como las ideologías discriminatorias inspiradas en el racismo, el odio y la violencia. Sirve como herramienta para analizar de forma detallada cómo un flagelo social destruye gradualmente la vida de una persona y la estabilidad familiar.

## Argumento
Daniel Vinyard (Edward Furlong) es un joven y rebelde quinceañero neonazi de Los Ángeles que se mete en problemas en su colegio al presentar un ensayo sobre el libro Mi lucha, de Adolf Hitler, para la asignatura de Historia Americana; el profesor a cargo de la asignatura, que es judío, se muestra más que molesto por la situación e insiste en que el alumno sea expulsado, ya que presenta un largo historial de mala conducta; sin embargo, Bob Sweeney (Avery Brooks), el director del instituto y un afroamericano, no desea darse por vencido con el muchacho, por lo que lo obliga a tomar las clases a partir de ese momento en su oficina, a las que llama "Historia Americana X", y como primera labor le encarga hacer una redacción sobre el encarcelamiento de su hermano mayor, Derek Vinyard (Edward Norton), quien será liberado esa misma semana.
Derek es un joven perteneciente y dirigente de un grupo de ideología neonazi, quien fue encarcelado por asesinar a dos jóvenes afroamericanos a los que sorprendió cuando estaban robando su vehículo. Originalmente, Derek era un adolescente normal, un estudiante brillante y uno de los mejores alumnos del, por aquel entonces, profesor Sweeney. Vivía al margen de cualquier movimiento rebelde, hasta el día en que su padre, un bombero, falleció en un incendio. Ese día abiertamente al ser entrevistado por la televisión, declararía que todo había sucedido por culpa de las minorías étnicas que, según Derek, estaban protegidas por el gobierno, dándoles beneficios a afroamericanos, hispanos y asiáticos antes que a los estadounidenses 'de verdad'. Eso llamó la atención de Cameron Alexander (Stacy Keach), líder de un grupo neonazi local. Este lo toma bajo su tutela, moldeándolo como una violenta figura que con el tiempo le otorga gran poder al movimiento. A partir de ese día, el joven comienza a usar su cabeza rapada y ropa ligera que muestra los tatuajes de los símbolos nazis que lleva en su cuerpo.
Daniel comienza su redacción recordando cómo su hermano y sus compañeros solían atacar a gente de otras etnias para "marcar territorio", y cómo un día en un partido de baloncesto callejero se enemistaron con una pandilla afroamericana, quienes esa misma noche fueron a buscar problemas a la casa de los Vinyard, siendo repelidos a balazos por Derek. Cuando uno de los agresores fue abandonado por sus compañeros tras ser herido, Derek lo obliga a apoyar la cabeza contra el borde de la acera y se la aplasta con el pie. Al ser el asesinato de un asaltante, Derek fue condenado por homicidio en segundo grado y condenado a tres años, ya que no se consideró que hubiera intención homicida, solo defensa propia. Aunque no lo incluye en el ensayo, Daniel reconoce que fue testigo de los hechos y que, de haber declarado que su hermano asesinó intencionalmente al muchacho, hubiera sido condenado por asesinato en primer grado, pudiendo cumplir cadena perpetua. Aun así, durante la estancia en la cárcel, Daniel lo idolatra e intenta seguir equivocadamente sus pasos. Esa semana, Daniel tiene un altercado en su escuela con un muchacho afroamericano, cuando defiende a otro chico al que este golpeaba en el baño.
Cuando Derek es liberado, resulta irreconocible para sus cercanos; su actitud agresiva ha desaparecido, siendo ahora un hombre amable y pacífico, su cabello ha crecido, usa ropa cerrada que oculta sus tatuajes y también muestra poco interés en el movimiento, a pesar de que estos esperan su llegada, ya que creen que con él nuevamente encabezándolos finalmente acabarán con los grupos de otras etnias. Esa noche visita a Cameron para advertirle que abandonará al grupo y que desea que no se acerquen a su familia. La noche termina violentamente, con Derek retirándose mientras oye amenazas en contra suya y su familia. Daniel, quien estaba presente, encara a su hermano, tachándolo de traidor y exigiéndole explicaciones. Comprendiendo que es la única forma en que su hermano entienda la situación, Derek le relata lo que vivió en la cárcel.
Al llegar a prisión, Derek descubre que los reclusos forman grupos basándose en su etnia e ideología para cuidarse entre sí. Por ello se integró a un grupo formado por los neonazis presos allí, la Hermandad Aria, pero como parte de sus tareas asignadas debía trabajar en la lavandería junto a Lamont (Guy Torry), un joven afroamericano, quien se mostraba amistoso a pesar de que Derek jamás le dirigía la palabra. Poco a poco, Derek comienza a mostrarse disconforme con la actitud de los neonazis de la cárcel, ya que estos, para evitar conflictos, adquirían droga de los hispanos y se las daban a su propia gente para mantener la simpatía de ambos grupos. A ojos de Derek esto era una grave falta a la ideología que los señalaba como superiores. Paralelamente y muy a su pesar, comienza a congeniar con Lamont, quien insiste en su actitud alegre hasta que rompe la frialdad de Derek y ambos acaban siendo amigos; es así como descubre que mientras él fue sentenciado a tres años por asesinato, Lamont, por ser negro, cumple una condena de seis años por el robo de un televisor, resistencia al arresto y agresión a los oficiales, a pesar de que intentó entregarse pacíficamente, pero para su mala suerte, fue aprehendido por dos oficiales blancos.
Su amistad con Lamont molesta al resto de neonazis, pero Derek los ignora, ya que ellos tampoco son fieles a la ideología. Sin embargo, un día es emboscado y abusado sexualmente en las duchas como medida de castigo de una manera tan brutal que requiere ser ingresado en la enfermería de la cárcel por varios días. De esto sólo se entera Sweeney, quien lo visitaba regularmente esperando lograr un cambio en él. Sweeney le revela que, al igual que Derek, él también vivía en un estado de odio hacia un sistema que oprimía a su gente, pero que nada de ese odio sirvió para mucho. Es así como invita a Derek a reflexionar con una pregunta: "¿Algo de lo que hiciste hasta ahora hizo tu vida mejor?". Entre lágrimas, Derek recapacita acerca de las falacias en las que vivió por tanto tiempo. Gracias a sus consejos, Derek comienza a ver las cosas de forma diferente, reflexiona mucho tiempo a solas, deja crecer su cabello y lee algunos libros que Sweeney le proporciona. Tras ser dado de alta, abandonado de la protección de los neonazis, Derek se convierte en blanco fácil para los presos negros, pero contra todo pronóstico pasa el tiempo y jamás se atreven a hacer nada en su contra. El día que es liberado se despide de Lamont y, aunque este no lo reconoce, Derek comprende que fue él quien movió favores para protegerlo todo ese tiempo.
Consciente ahora de todo lo que ha vivido su hermano, Daniel replantea su vida e imita el cambio que vio en Derek. Esa noche, tras quitar con ayuda de su hermano todos los elementos y símbolos neonazis de la casa, acaba su redacción y tras pensar en ello recuerda que quien originalmente alimentó los prejuicios de Derek fue su padre, ya que solía quejarse en contra de las minorías y las leyes de integración, alegando que él debía dejar de lado hombres blancos mejor preparados para darle esos puestos a personas negras solo porque la ley exigía asegurar un porcentaje mínimo de puestos de trabajo en toda organización para las minorías étnicas.
Al día siguiente, Derek lleva a Daniel al colegio y en el camino pasan por una cafetería donde al rato Sweeney y un agente de policía lo vienen a buscar para conversar. Este intenta convencerlo de trabajar con las autoridades para desbaratar el grupo de Cameron, a lo que él no se muestra muy dispuesto, ya que desea cortar todo lazo con su vida anterior. Sin embargo, finalmente acepta y les aclara que va a hablar, pero tras acompañar a Daniel a la escuela. Al llegar, Daniel es emboscado en los baños del colegio por el muchacho negro con quien se enfrentó hace algunos días; este lo acribilla con una pistola y escapa. La historia acaba cuando Sweeney y Derek llegan a los servicios y el joven acaba llorando con el cadáver de Daniel en brazos. El epílogo de la película es el ensayo de Daniel, "Historia Americana X", donde hace una apología a la reconciliación, rechazando una vida regida por el odio.

## Reparto
- Edward Norton - Derek Vinyard
- Edward Furlong - Daniel "Danny" Vinyard
- Beverly D'Angelo - Doris Vinyard
- Jennifer Lien - Davina Vinyard
- Ethan Suplee - Seth Ryan
- Fairuza Balk - Stacey
- Avery Brooks - Dr. Robert "Bob" Sweeney
- Elliott Gould - Murray
- Stacy Keach - Cameron Alexander
- William Russ - Dennis Vinyard
- Guy Torry - Lamont
- Joseph Cortese - Rasmussen
- Jason Bose Smith - Little Henry
- Antonio David Lyons - Lawrence
- Alex Sol - Mitch McCormick
- Keram Malicki-Sánchez - Chris
- Giuseppe Andrews - Jason
- Cleo Adell - Lizzie
- Jonathan Fowler Jr. - Jerome
- Christopher Masterson - Daryl Dawson
- Nicholas R. Oleson - Huge Butt Raping Aryan
- Jordan Marder - Curtis
- Paul Le Mat - McMahon

## Premios y nominaciones
| Premio                                       | Categoría                                     | Nominado                        | Resultado  |
| -------------------------------------------- | --------------------------------------------- | ------------------------------- | ---------- |
| Premios Oscar                                | Mejor Actor                                   | Edward Norton                   | Nominado   |
| Awards Circuit Community Awards              | Mejor película                                | John Morrissey                  | Nominado   |
| Awards Circuit Community Awards              | Mejor Actor                                   | Edward Norton                   | Ganador    |
| Awards Circuit Community Awards              | Mejor Actor de Reparto                        | Edward Furlong                  | Nominado   |
| Awards Circuit Community Awards              | Mejor guion original                          | David McKenna                   | Nominado   |
| Awards Circuit Community Awards              | Mejor Montaje                                 | Gerald B. Greenberg y Alan Heim | Nominados  |
| Chicago Film Critics Association Awards      | Mejor Actor                                   | Edward Norton                   | Nominado   |
| Chlotrudis Awards                            | Mejor Actor                                   | Edward Norton                   | Nominado   |
| Golden Reel Awards                           | Mejor edición de música                       | Richard Ford                    | Nominado   |
| Online Film Critics Society Awards           | Mejor Actor                                   | Edward Norton                   | Nominado   |
| Political Film Society Awards                | Premio Peace                                  | Premio Peace                    | Nominado   |
| Satellite Awards                             | Mejor Actor                                   | Edward Norton                   | Ganador    |
| Satellite Awards                             | Mejor Actriz de Reparto                       | Beverly D'Angelo                | Nominada   |
| Satellite Awards                             | Mejor Guion original                          | David McKenna                   | Nominado   |
| Saturn Awards                                | Mejor Actor                                   | Edward Norton                   | Nominado   |
| Southeastern Film Critics Association Awards | Mejor Actor                                   | Edward Norton                   | Ganador    |
| Taormina Film Fest                           | Best Actor                                    | Edward Norton                   | Ganador    |
| Turkish Film Critics Association             | Mejor Película Extranjera                     | Mejor Película Extranjera       | 14° puesto |
| Young Artist Awards                          | Mejor interpretación : Actor de reparto joven | Edward Furlong                  | Nominado   |

## Curiosidades
- Ethan Suplee, quien interpreta a Seth Ryan en la película, tiene un tatuaje del grupo punk Anti-Héroes, los cuales denunciaron a la película para no verse relacionados con el movimiento nazi.[12]

- Para rodar la película, Edward Norton tuvo que ganar 14 kg de masa muscular.[12]

- Seth lleva una camiseta de baloncesto con el número 88, el cual hace referencia a HH ("Heil Hitler").[12]